# Herre, nu låter tu tin tienare
Herre, nu låter tu tin tienare är en psalm, som troligen översattes från latin till svenska av Olaus Petri. Texten är Symeons lovsång från Luk 2:29-32 med en avslutande doxologi.
Enligt Högmarck (1736) är den ursprungliga texten av SIMON En rettferdig och Gudhfruchtig man vti Jerusalem, som hade fått swar af them Helga Anda, at han icke skulle se döden, förrän han hade sedt HERrans Christ, han tog förthenskul then nyfödda Frelsaren vp i famnen, och song N. 115 eller 397. Luc. 2: 26 ec..
Psalmens överskrift från år 1536 är: Nunc dimittis. Luce. ij. Den fullständiga latinska titeln är Nunc demittis servum Tuum.
Psalmen inleddes 1695 med orden:
HErre / nu låter tu tin tienare fara i frijd
eftersom tu sagt hafwer

## Publicerad i
- Swenske Songer eller wisor 1536 med titeln Herre nuu låter tu tin tienare fara j frid under rubriken "Nunc dimittis".[2]
- 1572 års psalmbok med titeln HERRE/ Nuu låter tu tin tienare fara i fridh under rubriken "S. Simeonis Loffsong".[3]
- Göteborgspsalmboken med titeln S. Simeonis Loffsång under rubriken "Några Andelige Loffsånger".[4]
- 1695 års psalmbok som nr 115 under rubriken "Några Heligas Lofsånger".
- 1937 års psalmbok som nr 612 under rubriken "Sånger ur skriften".
- 1986 års psalmbok som nr 677 under rubriken "Psaltarpsalmer och cantica".